# Lost in the Jungle
Pour plus de détails, voir Fiche technique et Distribution.
Lost in the jungle est un film muet américain réalisé par Otis Turner et sorti en 1911.

## Fiche technique
- Titre : Lost in the jungle
- Réalisation : Otis Turner
- Scénario : Otto Breitkreutz, William V. Mong
- Producteur : William Selig
- Société de production : Selig Polyscope Company
- Pays d'origine :  États-Unis
- Format : Noir et blanc — 35 mm — 1,33:1
- Genre : Film dramatique, Film d'aventure, Film d'action
- Dates de sortie : 
  -  États-Unis : 26 octobre 1911

## Distribution
- Kathlyn Williams : Meta Kruga
- William V. Mong : Jan Kruga
- Frank Weed : Sir John Morgan
- Charles Clary : Hirshal
- Ernest Anderson : Hans
- Tom Santschi
- Toodles, l'éléphant
- Tom Mix : (rôle non déterminé)